# Good Kid, M.A.A.D City
Good Kid, M.A.A.D City (estilizado como good kid, m.A.A.d city; en español: Chico bueno, ciudad loca) es el segundo álbum de estudio del rapero estadounidense Kendrick Lamar. Fue lanzado el 22 de octubre de 2012 a través de Top Dawg Entertainment y Aftermath Entertainment, siendo distribuido por Interscope Records. Este álbum marcó el debut comercial de Kendrick en una compañía discográfica tras firmar con Aftermath Entertainment e Interscope Records a principios de 2012, tras la publicación independiente de su primer álbum de estudio Section.80 en 2011.
El álbum fue grabado en varios estudios de California con productores como Just Blaze, Pharrell Williams, Hit-Boy, T-Minus, entre otros. Por otra parte, también incluye colaboraciones con Anna Wise, Jay Rock, Drake, MC Eiht y Dr. Dre. Anunciado como un “cortometraje por Kendrick Lamar” en la portada, el concepto del álbum sigue la historia de las experiencias adolescentes de Kendrick en las calles llenas de drogas y pandillas de su nativa Compton, California.
Desde su lanzamiento, Good Kid, M.A.A.D City ha recibido una aclamación generalizada por parte de críticos que elogian su profundidad temática y sus letras. El álbum también le valió a Kendrick cuatro nominaciones en los Premios Grammy de 2013, incluida una nominación a Álbum del Año. Es ampliamente considerado uno de los mejores álbumes de la década de 2010, siendo incluido en la lista actualizada de Rolling Stone por los 500 mejores álbumes de todos los tiempos en las ediciones de 2020 y 2023, apareciendo en la posición número 115.

## Antecedentes

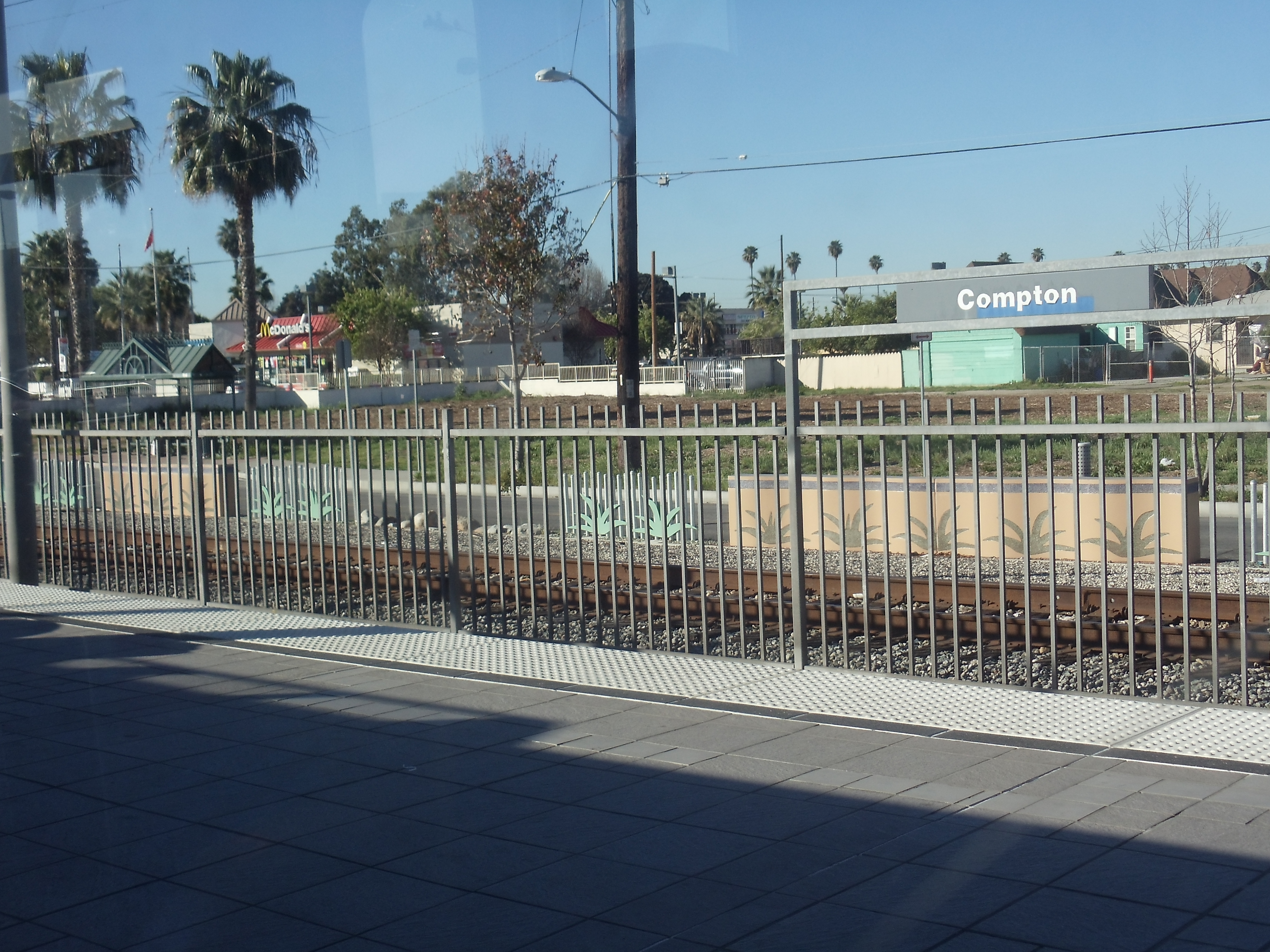
Lamar quiso hablar de su vida en su nativo Compton, California en el álbum.

Después de la publicación y éxito de su disco debut, Section.80 (2011), Lamar firmó un contrato discográfico mayor con Interscope y la compañía de Dr. Dre, Aftermath. Él dijo a HipHopDX que no quería trabajar con productores de perfil alto, sino con aquellos con los que se había establecido, principalmente, productores de Top Dawg, el equipo de producción Digi+Phonics.
En una entrevista para XXL, Lamar dijo que el álbum no sonaría como Section.80, pero regresará a las raíces de Compton, California: "no te podría decir qué tipo de sonido o dónde tan lejos voy a estar en los próximos años en la música... Volviendo al barrio y yendo a sitios diferentes, relajándome con mis homeboys, estando de vuelta en el mismo espacio donde solíamos estar, trayendo de vuelta los pensamientos, recordando como me sentía. Regresar al vecindario y volver a ese mismo espacio donde solíamos estar, me inspiró. Así que este álbum no sonará como Sección.80”.
Lamar también dijo que el álbum exhibirá la influencia de su ciudad natal: "El niño aquel que está intentando huir de aquella influencia, intentando lo mejor para huir de aquella influencia, que siempre ha sido traído de vuelta por las circunstancias". Antes de que el título del álbum fuera oficialmente revelado, los seguidores ya lo habían llamado al debut de importante de Lamar Good Kid, Mad City o Good Kid in a Mad City, cuando este era un apodo de alguna clase que Lamar se había dado. El título del álbum principalmente se refiere a la inocencia en la niñez de Lamar, y cómo la ciudad notoria de Compton afectó aquello y su vida. Después de mantener el acrónimo del título de álbum encubierto, Lamar más tarde reveló M.A.A.D es un acrónimo con dos significados: "Mi Adolescencia Enojada Dividida" y "Mis Ángeles en Polvo de Ángel" (siglas en inglés), con Lamar declarando: "Aquello que fui. Estuve atado. La razón por la qué no fumo, está en el álbum. Está en la historia. Era solo yo teniendo mis manos en la cosa incorrecta en el tiempo incorrecto, siendo inconsciente de ello."
El diseño de la portada para Good Kid, M.A.A.D City enfila al concepto del álbum. Las características de la portada del álbum contiene a Kendrick Lamar, dos de sus tíos, y su abuelo, con los ojos censurados. Aunque no hay explicación confirmada de porqué Kendrick escogió hacer esto,  explicó que la razón por la cual no haya censurado sus propios ojos, era que la historia estuvo dicha a través de sus ojos, y la historia está basada alrededor de sus experiencias. El tío, quién está sosteniendo a Lamar, también está mostrando la señal de la pandilla Crips con su mano, el cual también cabe en la historia del álbum, y cómo Kendrick estuvo enganchado a un estilo de vida de pandillas y drogas. El cartel por encima de la cabeza de Kendrick presenta el y su padre.

## Grabación y producción

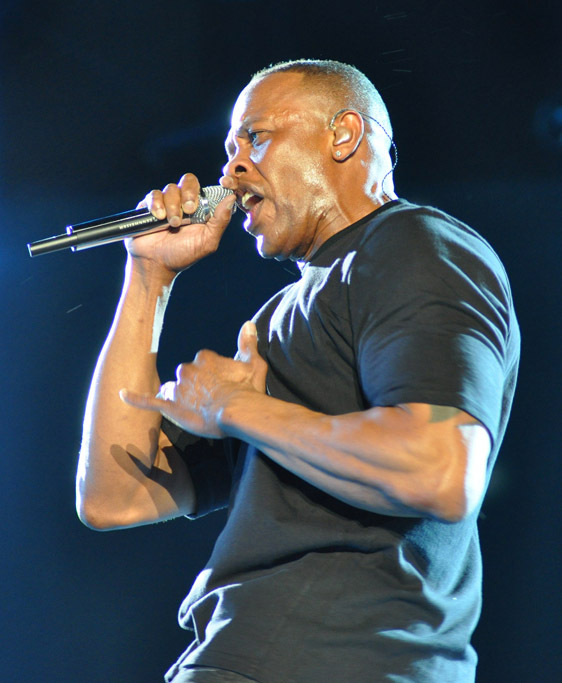
El fundador de Aftermath Entertainment, Dr. Dre fue el productor ejecutivo en el álbum.

Las sesiones de grabación para el álbum tuvieron lugar en PatchWerk Estudios en Atlanta, Encore Estudios en Burbank, TDE Red Room en Carson, y "En [Kendrick Lamar es] Mama Estudio" en Los Ángeles. Lamar declaró que Good Kid, M.A.A.D City no sonaría "nada" como su anterior álbum. Así que este álbum no sonará como Section.80. Completamente a nada como el.” declaró a XXL.La primera canción que Lamar y Dr. Dre trabajaron juntos fue "Compton", la duodécima pista en el álbum, la cual sirve como la pista de cierre de la edición estándar.
El 15 de agosto de 2012, Lady Gaga anunció vía Twitter, que había colaborado con Lamar en una canción llamó "Partynauseous", para Good Kid, M.A.A.D City, y que sería publicada el 6 de septiembre de 2012. Aun así, el 23 de agosto de 2012, Gaga anunció que la canción ya no sería publicada en aquella fecha y pidió disculpas a los fanáticos por el retraso. Finalmente, se confirmó que Lady Gaga no sería presentada en el álbum debido a cadencia de asuntos y diferencias creativas.La canción fue revelada más tarde para ser re titulada como "Bitch Don't Kill My Vibe". El 8 de noviembre de 2012, Gaga publicó la versión en la que ella aparecía, en la cual tuvo su voz el coro y un verso. Lamar expresó que estuvo sorprendido y feliz de que Gaga haya liberado su versión de la canción, como una muestra de confianza en su trabajo juntos.

## Música y letras
Good Kid, M.A.A.D City tiene un bajo-llave, downbeat producción, con beats atmosféricos y sutiles, coros indistintos. Evita los gustos contemporáneos de hip hop y generalmente presenta medidas de graves bajos, fondo sutil vocal, y piano ligero. Escritores lo han comparado con el disco de Outkast, publicado en 1998 Aquemini. Andrew Nosnitsky del Spin, cita el punto de referencia más cercano de "la música" como "el frío extenso de ATLiens-era OutKast" pero conforme el disco avanza, aquello sonidos se hunden despacio al jazz fusionista barro de aquel desmadejado y solemne a mediación los álbumes del 2000 de The Roots." Sasha Frere-Jones del The New Yorker encuentra su uso de "suave" música en un "escenario" áspero para ser análogos a Dr. Dre G-funk durante la era temprana de 1990, pero añade que "Lamar a menudo a suena como Drake ... De quién varios estilos soñadores tienen muy poco para hacer con el legado del oeste." Okayplayer Marcus Moore escribe que sus "instrumentales ricas y expansivas" evitan la "costa del oeste lustrosa de California funk" para una "Dungeon Family estética."
Líricamente, las crónicas en el álbum relatan las experiencias de Lamar en su nativo Compton, California y sus realidades duras, en una narrativa no lineal. Las canciones toman como dirección los problemas como privación de derechos económicos, violencia de pandilla y opresión a las mujeres, mientras analizando sus efectos residuales en individuos y familias. Lamar introduce varios caracteres y conflictos internos, incluyendo el contraste de su nostalgia y amor por Compton con la ciudad plagada de condición. Del F. Cowie de Exclaim! Observa una "transformación" por el carácter de Lamar "de un violento, impresionable, sediento de mujeres adolescente, a más espiritual, duro-edad adulta luchada, en forma irrevocable por el barrio y vínculos familiares de su entorno precario." Mark Collet de la revista Slant escribe que Lamar ejecuta la transición del carácter por "templar los impulsos hedonistas de la Costa Oeste del Hip Hop con el auto-impulsos reflectantes de la Costa Este." David Amidon de PopMatters afirma que ve que el álbum proporciona una "clase de semi-carácter autobiográfico del personaje", mientras que Robert Christgau de MSN escribe que Lamar "de voz suave" promulga un "rap-versus-dicotomía real".
El álbum presenta skits naturalistas, que dramatiza las limitaciones de los caracteres. Jon Caramanica de The New York Times les encuentra para ser parte de la "estrategia narrativa" del álbum, con "oraciones y conversaciones y voces diferentes, recolecciones e interludios, todo en servicio de una historia global: el cuento de Señor Lamar de atenuando Compton en las esquinas más ásperas para encontrarlo artísticamente." Jayson Greene, de Pitchfork siente que refuerzan el tema del álbum de "la enseñanza del poder de la familia", interpretando "familia y fe" para ser " las desgastadas ataduras agarrando a Lamar atrás del abismo de violencia de las pandillas que acechan para consumirle."
Lamar exhibe una entrega templada en el álbum y raps con narrativas densas, rima interna, tiempo doble y triple flujo y voces múltiples para caracteres diferentes. Jody Rosen, periodista de música, lo caracteriza como "un storyteller, no un fantoche o punch-líne rapper, poniendo anhelos espirituales y dilemas morales contra un fondo de violencia de pandilla y brutalidad policial."

## Sencillos
El primer sencillo del álbum, "The Recipe", fue publicado el 3 de abril del 2012. La canción es en colaboración con el rapero, productor y amigo Dr. Dre y estuvo producido por Scoop DeVille. Alcanzó el puesto número 38 en Hot R&B/Hip-Hop Songs y el número 3 en Bubbling Under Hot 100 Singles. Kendrick realizó un video para él colaborando con Dr. Dre en una mansión en Los Ángeles en mayo de 2012, a pesar de que nunca se publicó. "Swimming Pool (Drank)" fue publicado el 31 de julio de 2012, como descarga digital, mientras el vídeo musical fue presentado el 3 de agosto de 2012. La canción se convirtió en un hit, alcanzando en número 17 en la Billboard Hot 100. "Swimming Pools (Drank)" fue certificado Oro en los Estados Unidos por el RIAA.
La semana de salida del álbum, "Backseat Freestyle" debutó en Billboard Bubbling Under Hot 100 Singles chart en el número 106. Más tarde se reveló que sería el tercer sencillo en Reino Unido el 2 de enero de 2013. El vídeo musical fue publicado el 2 de enero de 2013. El padre de Lamar aparece en el vídeo. La canción alcanzó el puesto número 29 en el US Billboard Hot R&B/Hip-Hop Songs.
"Poetic Justice" fue publicado como el tercer sencillo en Norteamérica, colaborando con Drake y producción de Scoop DeVille. La canción empezó a impactar la radio contemporánea rítmica americana el 15 de enero de 2013. Desde entonces, la canción alcanzó el puesto número 26 en Billboard Hot 100. "Poetic Justice"  fue certificado Oro también en los Estados Unidos por el RIAA.
El 9 de marzo del 2013, Kendrick dijo Rap-Up que su próximo sencillo del álbum probablemente sería "Bitch, Don't Kill My Vibe". El 13 de marzo del 2013, El ingeniero de Jay Z, Young Guru publicó un fragmento del remix oficial de la canción, presentando por el rapero Jay Z. Lamar lo llamó un logro el tener una canción en colaboración con Jay Z. Poco después de que el remix fuera publicado, confirmó que, "Bitch, Don't Kill My Vibe" sería el próximo sencillo. La versión completa del remix era se estrenó por Funkmaster Flex el 17 de marzo del 2013. El remix estuvo publicado como el cuarto sencillo del álbum en la radio contemporánea rítmica el 9 de abril de 2013. Desde entonces, la canción alcanzó el número 32 en el Billboard Hot 100. El vídeo musical para la versión original del sencillo fue publicado el 13 de mayo del 2013. El comediante Mike Epps hace un cameo en el vídeo. El mismo día, una versión extendida del vídeo musical estrenada presentando un cameo de Juicy J, y un clip de bonificación de una canción nueva por Schoolboy Q, de su álbum mayor debut comercial, Oxymoron (2014).
El 10 de marzo del 2015, Lamar inesperadamente publicó una canción en exclusiva de Target, "County Building Blues", para iTunes como sencillo.

## Promoción
Antes y después de la publicación del álbum, Kendrick visitó como acto de apoyo con otros varios artistas como Drake y Steve Aoki. el 5 de mayo del 2013, el inició su primer tour con good kid, m.A.A.d City World Tour, en West Palm Beach, Florida. El tour constó de 23 espectáculos, 22 festivales internacionales de música, y 15 festivales de música en Estados Unidos. El tour fue hasta el 24 de agosto y también presentó a los otros miembros de Black Hippy en todas las fechas de EE. UU..
Después de titular al álbum "cortometraje" por Kendrick Lamar, en una entrevista con GQ, dijo que "planeo realizar una película para traer mi historia."  Él estaba interesado también en dirigir este cortometraje. Lamar también dijo que le gustarían Tristan Wilds para retratarle, Taraji P. Henson (Como su madre) y Rihanna (como Sherane) como nombres potenciales si el pudiera elegir cualquiera con quien trabajar. El 23 de diciembre del 2013, el vídeo musical para la canción "Sing About Me", fue estrenado. El vídeo estuvo dirigido por Darren Romanelli.

## Recepción

### Crítica
Good Kid, M.A.A.D City recibió una amplia aclamación de críticos. En Metacritic, el cual asigna un índice normalizado fuera de 100 a revisiones de publicaciones, el álbum recibió una puntuación mediana de 91, basado en 36 reseñas. Jayson Greene de Pitchfork sentía que "el milagro de este álbum es cómo él un rap sincero a las emociones" a su "material pesado" y narrativa. David Amidon de PopMatters sentía que el álbum es simultáneamente accesible y sustancial, cuando pueda apelar a ambos underground y mainstream oyentes de hip hop Joseph Morpurgo de Fact Magazine lo llamó un triunfo "autobiográfico de envergadura" y un "éxito que llega lejos". Sputnikmusic encontró su logro comparable al de Kanye West, con su álbum de 2010, My Beautiful Dark Twisted Fantasy, "pero con muchas sombras más sutiles". Jaeki Cho De XXL lo llamó "uno del más cuerpos cohesivos de trabajo recientes en la memoria del rap" y escribió que cada canción es "ambos complejamente arregladas y musicalmente cabiendo, en primer plano el lirismo vívido de Kendrick y control asombroso de cadencia, y lo otorgó un puntuación "perfecta; XXL" ." Jim Carroll del The Irish Times lo vio como un importante y entretenido álbum que en el avance está pensando, incluso aunque repite la era pasada de la Costa Oeste. Editor de Allmusic, David Jeffries caracterizó el álbum como "alguna clase de elevado gangsta rap.
En una reseña mixta, Avellano Sheffield de NME afirmó que el álbum "podría carecer de la apelación cruda de" Sección.80, "pero es un recordatorio de presupuesto grande que [Lamar] no ha olvidado sus raíces." Alex Macpherson de El Guardián criticó "la representación de Lamar de opresión a mujeres" tan "innecesariamente lascivo e inconvincente", pero alabó su "capacidad de estirar el oyente dentro de la acción mientras reteniendo un destacamento alienado". A pesar de que observe "algún grado de auto-indulgencia", Andrew Nosnitsky de Spin ha encontrado la producción del álbum "sorprendentemente cohesiva" y comentó que Lamar "dirige el aguantar todo junto en el medio de tal caos a través de pura artesanía." Jody Rosen de Rolling Stone sentía que el álbum "garantiza un sitio en aquellos pisos" de "Los años setenta, explotación de personas negras, bandas sonoras y Nineties gangsta-rap resurgimientos". Greg Kot del Chicago Tribune elogió a Lamar para dar "tropas gangsta ... Un giro, o a veces levantadores completamente", y escribió que el álbum "da alas con comedia, complejidad y las muchas voces en la cabeza de Kendrick Lamar." Robert Christgau de MSN sintió que la música "su compromiso en a obra tiene inconvenientes musicales", pero declarado, "los latidos atmosféricos que Dr. Dre y su hirelings ponen bajo el raps y los coros establecen una continuidad musical que orilla arriba de un flujo nervioso aquello es justo lo que las rimas de Lamar necesitan."

### Comercial
El álbum debutó en el número dos en el Billboard 200 (Estados Unidos De América), con ventas en su primera semana de 242.000 copias. El álbum también se introdujo en el Official Albums Chart Top 100 (Reino Unido De Gran Bretaña E Irlanda Del Norte) en el número 16 el 28 de octubre de 2012, así como en el número dos en el Official Hip Hop and R&B Albums Chart Top 40 (UK). El álbum también alcanzó el top diez de ventas en Canadá, Nueva Zelanda y el Reino de los Países Bajos. En su segunda semana vendió 63.000 copias más en US. Después, las siguientes cuatro semanas, vendió 176.000 copias que suman sus ventas totales a 481.000 en solo US.
El 21 de agosto del 2013, el álbum fue certificado Platino por la Recording Industry Association of America (RIAA), habiendo expedido y vendido más de 1.000.000 de copias en US. Para enero de 2015, el álbum había vendido 1.300.000 copias, según Nielsen Sound Scan.

### Premios
Good Kid, M.A.A.D City apareció en varias listas de fin de año en el top de mejor álbumes por críticos. Estuvo nombrado mejor álbum de 2012 por BBC, Complex, Fact, New York (revista) y Pitchfork  Media. El álbum era también elegido número dos por Billboard, el Chicago Tribune, MTV, Spin y Time, número cuatro por Filter, Jon Pareles de The New York Times y Ann Power de NPR, número cinco por The Guardián, número seis por Rolling Stone y número ocho por Entertainment Weekly. En diciembre de 2012, Complex también nombró Good Kid, M.A.A.D City como uno de los 25 álbumes clásicos en los últimos 10 años Complex también nombró su portada de álbum como el mejor de 2012, mientras Pitchfork Media lo incluyó en el primer lugar de su lista de 20 mejores portadas del año. En abril de 2013, Vibe colocó el álbum en el número 19 en su lista de "Los mejores 50 álbumes desde '93.
En octubre de 2013, Complex lo nombró el segundo mejor álbum de hip hop en los últimos cinco años. También en 2013, Rolling Stone lo colocó en su lista, en el puesto 86 de "Los Mejores 100 Álbumes Debut de Todos los Tiempos" . El álbum era votado número dos de "Los 100 Mejores Álbumes Mejores de la Década (2010-2014)", una lista publicada por Pitchfork Media en agosto de 2014 y número cinco de "Los 20 Mejores Álbumes del 2010s (lejos)", una lista publicada por Billboard en enero de 2015.
El álbum estuvo nominado para Top Rap Álbum en la edición del 2013 de Billboard Music Awards y 2013 American Music Awards.  Ganó el premio de Álbum del Año en la edición 2013 de BET Hip Hop Awards. Good Kid, M.A.A.D City ganó cinco nominaciones a los premios Grammy en su edición 56.º Grammy Premios, para Álbum del Año, Mejor Rap Álbum, Mejor Artista Nuevo, Mejor Rap/Colaboración por Now Or Never con Mary J. Blige Y Mejor Rap Performance para "Swimming Pools (Drank)".
Según Acclaimed Music, un sitio que junta centenares de listas de críticos alrededor del mundo de todo el tiempo, el álbum es el segundo más aclamado del 2012 y tercero más aclamado de los 2010.

## Controversia con Shyne
El 23 de octubre de 2012, después de recibir mucha aclamación por la crítica, el rapero estadounidense Shyne atacó en Twitter al álbum, llamándolo "basura". Raperos estadounidenses como Nipsey Hussle, Schoolboy Q, The Game, entre otros, consideraron los comentarios ofensivos; The Game hizo un llamando a Kendrick Lamar a no confrontar a Shyne. Kendrick respondió a los comentarios de Shyne el 26 de octubre diciendo que no es una persona sensible y que no estaba preocupado por sus comentarios. Además dijo Good Kid, MAAD City no fue necesariamente un "clásico" cuando algunos lo llamaron, pero un "clásico digno" con el paso del tiempo si. Kendrick también se refirió a Shyne en su canción "The Jig Is Up" diciendo "I pray to God this beat is good enough for Shyne" (en español "Ruego a Dios que este ritmo sea lo suficientemente bueno para Shyne"). Después de esto, Shyne llamó a The Game "su hijo pequeño", este último respondió con una canción freestyle rap llamada "Cough Up A Lung". Shyne entonces respondió con su propio diss hacia The Game, llamado "Psalms 68 (Guns & Moses)".

## Lista de canciones
| N.º   | Título                                       | Letras | Música            | Duración |  |
| 1.    | «Sherane a.k.a Master Splinter's Daughter»   | Kendrick L. Duckworth, Justin Henderson, Christopher J. Whitacre                                                                | Tha Bizness       | 4:33     |  |
| 2.    | «Bitch, Don't Kill My Vibe»                  | Kendrick L. Duckworth, Vindahl Friis, Robin H. Mølsted, Lykke Schmidt, Mark A. Spears                                           | Sounwave          | 5:10     |  |
| 3.    | «Backseat Freestyle»                         | Kendrick L. Duckworth, Chauncey A. Hollis                                                                                       | Hit-Boy           | 3:32     |  |
| 4.    | «The Art Of Peer Pressure»                   | Kendrick L. Duckworth, Rune Rask, Jonas Vestergaard                                                                             | Tabu              | 5:24     |  |
| 5.    | «Money Trees» (con Jay Rock)                 | Kendrick L. Duckworth, Chauncey A. Hollis, Anna Wise, Alex Scally, Victoria Legrand, Dacoury Natche, Johnny McKinzie            | Dj Dahi           | 6:26     |  |
| 6.    | «Poetic Justice» (con Drake)                 | Kendrick L. Duckworth, Aubrey Graham, Scoop DeVille, Jimmy Jam & Terry Lewis, Janet Jackson                                     | Scoop Deville     | 5:00     |  |
| 7.    | «good kid»                                   | Kendrick L. Duckworth, Pharrell Williams                                                                                        | Pharrell          | 3:34     |  |
| 8.    | «m.A.A.d city» (con MC Eiht)                 | Kendrick L. Duckworth, Axl Folie, Terrace Martin, Aaron Tyler, Sounwave, Ricci Riera                                            | Sounwave          | 5:50     |  |
| 9.    | «Swimming Pools (Drank)» (Versión extendida) | Kendrick L. Duckworth, Tyler C. Williams, Nikhil Seetharam                                                                      | T-Minus           | 5:13     |  |
| 10.   | «Sing About Me, I'm Dying Of Thirst»         | Kendrick L. Duckworth, Alan Bergman & Marilyn Bergman, Quincy Jones, Marguerite A. Johnson, Gabriel Stevenson, Derrick Hutchins | Like, Skhye Hutch | 12:03    |  |
| 11.   | «Real» (con Anna Wise)                       | Kendrick L. Duckworth, Terrace Martin                                                                                           | Terrace Martin    | 7:23     |  |
| 12.   | «Compton» (con Dr. Dre)                      | Kendrick L. Duckworth, Rich Cason, Sly Jordan, Justin Smith                                                                     | Just Blaze        | 4:08     |  |
| 68:16 |                                              | |                   |          |  |

Notas
- "The Art of Peer Presure" contiene vocales sin acreditar de JMSN.[94]
- "good kid" contiene vocales sin acreditar de Pharrell Williams & Chad Hugo de The Neptunes.[95]
- "m.A.A.d city" contiene vocales sin acreditar de Schoolboy Q.[96]

Créditos de sample
- «Bitch, Don't Kill My Vibe» contiene un sample de «Tiden Flyver» (2008), interpretado por Boom Clap Bachelors.[97]
- «Backseat Freestyle» contiene samples no acreditados de «Yo Soy Cubano» (1970) por The Chakachas, «Rock the Bells» (1985) por LL Cool J, «Good Good Night» (2011) por Roscoe Dash y un extracto del episodio “Beat Your Greens” de The Powerpuff Girls.[98][99]
- «The Art of Peer Presure» contiene un sample no acreditado de «Helt Alene» (2011), interpretado por Suspekt junto a Tina Dickow.[100]
- «Money Trees» contiene un sample de «Silver Soul» (2010) por Beach House, y una interpolación lírica no acreditada de «Big Ballin' with My Homies» por E-40.[97]
- «Poetic Justice» contiene un sample de «Any Time, Any Place» (1993), interpretado por Janet Jackson.[101]
- «m.A.A.d city» contiene samples no acreditado de «Don't Change Your Love» interpretado por The Five Stairsteps, «Funky Worm» por Ohio Players y «A Bird In The Hand» por Ice Cube.[97]
- «Sing About Me, I'm Dying of Thirst» contiene un sample de «Maybe Tomorrow» (1971) por Grant Green, además de samples no acreditados de «I'm Glad You're Mine» por Al Green, «Use Me» (1972) por Bill Withers y «My Romance» (1975) por The Singers Unlimited.
- «Compton» contiene un sample de «What's This World Coming To» (1974), interpretado por Formula IV.[97]
- «The Recipe» contiene un sample de «Meet the Frownies» (2010), interpretado por Twin Sister.[97]

## Personal
Créditos de Good Kid, M.A.A.D City adaptados de Allmusic.
- Kendrick Lamar — art direction, primary artist
- Dr. Dre — executive producer, featured artist, mixing
- Anthony "TOPDAWG" Tiffith — executive producer
- Derek "MixedByAli" Ali — engineer, mixing
- Dave Free — associate producer, co-ordination, management
- Larry Chatman — production co-ordination
- Andrew Van Meter — production co-ordination
- Ashley Palmer — co-ordination
- Mike Bozzi — mastering
- Brian "Big Bass" Gardner — mastering
- Dee Brown — engineer
- Mike Larson — engineer
- James Hunt — engineer
- Mauricio Iragorri — engineer
- Archie Davis — marketing
- Barry Williams — marketing
- Don Robinson — marketing
- Jack Splash — producer
- Hit-Boy — producer
- Scoop DeVille — producer
- DJ Dahi — producer
- Skhye Hutch — producer
- Just Blaze — producer
- Tha Bizness — producer
- T-Minus — producer
- Pharrell Williams — producer
- Terrace Martin — additional production
- Sounwave — additional production
- Kirdis Postelle — associate producer
- Terrence Henderson — associate producer
- Drake — featured artist
- MC Eiht — featured artist
- Jay Rock — featured artist
- Kent Jamz — featured artist
- Anna Wise — featured artist, background vocals
- Camille "Ill Camille" Davis — vocals
- Chad Hugo — vocals
- JMSN — background vocals
- Vindahl Friis — composer
- P. Williams — composer
- Lykke Schmift — composer
- Amari Parnell — hooks and samples singer
- Mary Keating — violin
- Marlon Williams — guitar, bass guitar
- Charly & Margaux — composers, violin, viola
- Gabriel Stevenson — piano
- DJ Mormile — A&R
- Manny Smith — A&R
- Tunji Balogun — A&R
- Ray Alba — publicity
- Willie Long — grooming
- Kitti Fontaine — stylist
- Dan Monick — photography
- Paula Oliver — photo courtesy
- Dwane LaFleur — photo courtesy
- Danny Smith — photo courtesy
- Schoolboy Q — handwriting on cover, background vocals